# Joan Baez in Concert, Part 2
Joan Baez in Concert, Part 2 — концертный альбом американской фолк-певицы Джоан Баэз, записанный и выпущенный в 1963 году. Так как песни, изданные на нём, ранее не издавались, альбом можно считать номерным.

## Об альбоме
Переиздание 2002 года содержит дополнительных 5 композиций. Три из них («Death Of Emmett Till», «Tomorrow Is A Long Time», «When First Unto This Country A Stranger I Came») были записаны в Ноксвилле штата Теннесси в 1963 и ранее не издавались. «Rambler Gambler», «Railroad Bill» выходили раньше на моно-версии альбома.

## Список композиций (стереоверсия)
| №                   | Название                                          | Автор(ы)                                             | Длительность |
| ------------------- | ------------------------------------------------- | ---------------------------------------------------- | ------------ |
| 1.                  | «Once I Had A Sweetheart»                         | Jansch, Renbourn, Cox                                | 3:12         |
| 2.                  | «Jackaroe»                                        | народная                                             | 3:06         |
| 3.                  | «Don’t Think Twice, It’s All Right»               | Боб Дилан                                            | 3:11         |
| 4.                  | «We Shall Overcome»                               | Guy Carawan, Lee Hamilton, Zilphia Horton, Пит Сигер | 3:31         |
| 5.                  | «Portland Town»                                   | Derroll Adams                                        | 2:48         |
| 6.                  | «Queen Of Hearts»                                 | народная                                             | 2:31         |
| 7.                  | «Manhx De Carnaval - Te Ador»                     | Antônio Maria, Луис Бонфа                            | 4:50         |
| 8.                  | «Long Black Veil»                                 | Marijohn Wilkin, Horace Eldred "Danny" Dill          | 3:05         |
| 9.                  | «Fennario»                                        | народная                                             | 4:01         |
| 10.                 | «'Nu Bello Cardillo»                              | народная                                             | 2:57         |
| 11.                 | «With God On Our Side» (только на стерео издании) | Боб Дилан                                            | 6:14         |
| 12.                 | «Three Fishers»                                   | муз. Джон Пейке Гулла, сл. Чарльз Кингсли            | 2:45         |
| 13.                 | «Hush Little Baby»                                | народная                                             | 1:25         |
| 14.                 | «Battle Hymn Of The Republic»                     | Джулия Уорд Хау                                      | 3:24         |
| Общая длительность: | Общая длительность:                               | Общая длительность:                                  | 46:58        |

| №                   | Название                                         | Автор(ы)            | Длительность |
| ------------------- | ------------------------------------------------ | ------------------- | ------------ |
| 15.                 | «Rambler Gambler»                                | народная            | 2:05         |
| 16.                 | «Railroad Bill»                                  | народная            | 2:08         |
| 17.                 | «Death Of Emmett Till»                           | Боб Дилан           | 3:53         |
| 18.                 | «Tomorrow Is A Long Time»                        | Боб Дилан           | 3:14         |
| 19.                 | «When First Unto This Country A Stranger I Came» | народная            | 2:46         |
| Общая длительность: | Общая длительность:                              | Общая длительность: | 1:01:04      |

## Участники записи
Джоан Баэз — вокал, гитара